# 윤서진 (1988년)
윤서진(1988년 3월 13일 ~ )은 대한민국의 배우이다.

## 학력
- 경희대학교 호텔경영학 학사

## 연기 활동

### 영화
- 2015년 어떤살인 - 여경 역
- 2015년 치외법권
- 2015년 서부전선
- 2013년 레드카펫
- 2013년 밤의 여왕

### 드라마
- 2014년 KBS2 《천상여자》 ... 정희주 역
- 2014년 MBC 《운명처럼 널 사랑해》 ... 전시회 관계자 역
- 2013년 KBS2 《연애를 기대해》
- 2013년 KBS2 《최고다 이순신》
- 2013년 OCN 《특수사건 전담반 TEN 2》